# Charles Claude Jacquinot
Pour les articles homonymes, voir Jacquinot.
Charles Claude Jacquinot, né à Melun le 3 août 1772, mort à Metz le 24 avril 1848, est un militaire français ayant commencé sa carrière en 1791 en tant que volontaires dans les armées de la Révolution. Lieutenant et aide de camp auprès du général Beurnonville en 1795, il commande par intérim le 1er régiment des chasseurs à cheval avec lequel il combat à Hohenlinden.
Sous le Premier Empire, il participe à la bataille d'Austerlitz puis devient Colonel en titre du 1er chasseurs à cheval. Général de brigade en 1809, il combat à Abensberg et à Wagram avant de participer aux campagnes de Russie, (en particulier à la Moskova), d'Allemagne (où il devient général de division) et de France. Pendant les Cent-Jours, il commande deux divisions de cavalerie avec lesquelles il affronte les Anglais à Waterloo et met à mal la cavalerie du général Ponsonby.
Élevé à la dignité de pair de France en 1837 et grand-croix de la Légion d'honneur en 1844, il meurt à Metz le 24 avril 1848 à l'âge de 75 ans.

## Biographie

### Carrière militaire
Fils de Nicolas contrôleur des aides du Roi et de Rosalie Delacroix et frère de Jean-Baptiste Nicolas Jacquinot, Charles Claude Jacquinot naît à Melun le 3 août 1772. Il fait ses études à l'école militaire de Pont-à-Mousson et entre au service en 1791 comme lieutenant au 1er bataillon de volontaires de la Meurthe ; sous-lieutenant dans le 1er régiment des chasseurs à cheval en 1793, lieutenant en 1795 et aide de camp du général en chef Beurnonville. Il est capitaine au combat d'Erbach près d'Ulm, et est nommé chef d'escadron sur le champ de bataille. En l'absence du colonel Louis Pierre Montbrun, Jacquinot commande le 1er régiment de chasseurs à cheval à la bataille de Hohenlinden, il y est blessé en pénétrant, à la tête de son régiment, sur les derrières de l'armée ennemie ; il commande encore ce régiment aux combats de Schwanstadt et de Vogelabruck, où deux généraux autrichiens sont faits prisonniers. Le chef d'escadron Jacquinot passe avec ce grade au 5e régiment de chasseurs à cheval.

### Général de l'Empire

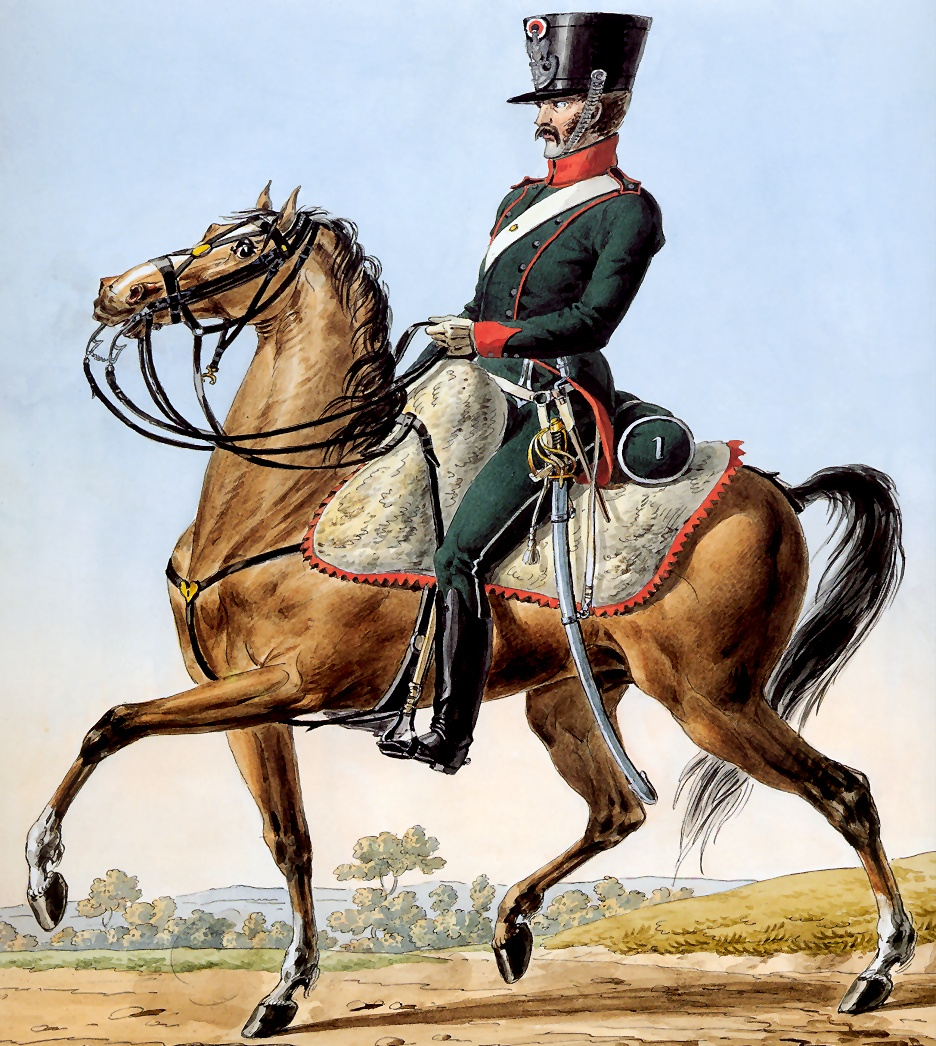
Chasseur à cheval du 1er régiment (par Carle Vernet).

À Austerlitz il est aide de camp du général Duroc qui y commande un corps de grenadiers. Il est colonel du 11e régiment de chasseurs à cheval à la bataille d'Iéna où il reçoit plusieurs coups de sabre dans une charge, et général de brigade à l'ouverture de la campagne le 10 mars 1809. Sa brigade, composée des 1er et 2e chasseurs, se distingue au combat d'Abensberg, où elle fait prisonnier un régiment d'infanterie, prend ses deux drapeaux, plusieurs pièces de canon et exécute une charge contre les dragons de Dawencher et les hussards de OU. Une division du premier de ces régiments est presque détruite. La brigade Jacquinot se trouve aussi aux batailles de Raab et de Wagram.
Dans la campagne de Russie il commande une brigade composée du 7e hussards et du 9e lanciers, et se distingue aux combats d'Ostrovno, Vitebsk, Smolensk, et à la bataille de la Moskova. Cette brigade, appuyée seulement sur ses deux flancs par un régiment polonais, soutient de pied ferme et sans perdre un seul homme, près de Mojaïsk, plusieurs charges du corps de Platov, qui finit par se retirer. Le général Jacquinot est blessé à la bataille de Dennewitz le 6 septembre 1813 dans une charge de deux escadrons du 5e chasseurs sur un bataillon suédois.
Il participe à la bataille de Leipzig. L'ennemi ayant passé le Rhin près de Coblence, un détachement d'infanterie commandé par le général Albert et un du 5e chasseurs, commandé par le général Jacquinot, font prisonnier près de Zinzig un bataillon russe et prennent une pièce de canon.
Général de division le 26 octobre 1813, il commande les dragons du 5e corps d'armée sous les ordres du général Sébastiani. La division Jacquinot se distingue ensuite à la bataille de Bar-sur-Aube et au combat de Saint-Dizier.
En 1814, le général Jacquinot est envoyé à Vienne pour hâter la délivrance des prisonniers de guerre. Il est nommé à son retour grand officier de la Légion d'honneur puis commandeur de l'ordre impérial de Léopold d'Autriche.

### Les Cent-Jours et la Restauration

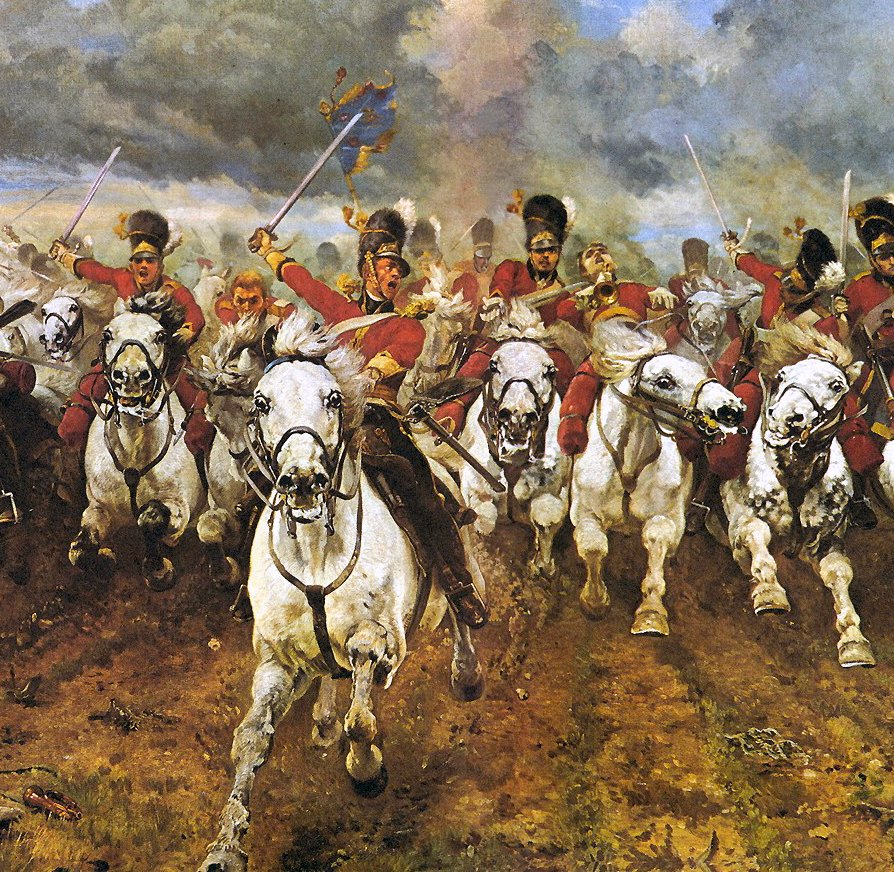
« Scotland forever ! » : la cavalerie britannique charge l'infanterie française à Waterloo (peinture d'Elizabeth Thompson).

Pendant les Cent-Jours, il commande la cavalerie du 1er corps d'armée du Nord et lors de la bataille de Waterloo, il est à la tête de deux divisions, celles du général Subervie (1er et 2e lanciers et 11e chasseurs), et la sienne composée des 3e et 4e lanciers, 3e chasseurs et 7e hussards. Lorsque la cavalerie britannique du général Ponsonby refoule l'infanterie française, Jacquinot envoie le 4e lanciers commandé par le colonel Bro afin de contre-attaquer. Avec les cuirassiers du général Travers, les cavaliers de Jacquinot dispersent les Anglais qui se replient avec de lourdes pertes.
Après la Seconde Restauration, il reste quelque temps sans activité jusqu'à la Révolution de Juillet ou il reçoit une inspection générale de cavalerie. Il commande le camp de cuirassiers en 1833 à Lunéville, puis celui des dragons en 1834. En 1835, le général Jacquinot commande la 3e division militaire à Metz, il passe au cadre de non-activité en 1837, conformément à l'ordonnance du 28 août 1836. Élevé à la dignité de pair de France le 3 octobre 1837, le général Jacquinot fait partie de la 2e section du cadre de l'état-major général, en vertu de la loi du 4 août 1839. Une ordonnance du 14 avril 1844 le nomme grand-croix de la Légion d'honneur. Il meurt à Metz, le 24 avril 1848. Son nom est inscrit sur la partie Est de l'arc de triomphe de l'Étoile.

## Armoiries
| Figure | Blasonnement |
|        | Armes du baron Charles Claude Jacquinot et de l'Empire Ecartelé, le premier et le quatrième d'or à la croix alésée de gueules, le deuxième des barons militaires, le troisième d'azur à la rose d'argent. - Livrées : les couleurs de l'écu . |